# 7bis metró (Párizs)
A párizsi metró 7bis vonala (franciául: Ligne 7 bis du métro de Paris) a párizsi metró tizenhat vonalának egyike. Louis Blanc és Pré Saint-Gervais állomások között közlekedik a 10. és 19. kerületében, Párizs északkeleti részén. A vonal 3,066 kilométeres hosszával és nyolc állomásával a hálózat második legrövidebb vonala. Ez a vonal a második legkevésbé használt vonal is, 2003-ban alig több mint 3,5 millió utassal.
A vonalat az 1911-ben építették az akkori 7-es vonal egyik ágaként. Mivel azonban az utasszámok között nagy volt a különbség a 7-es vonal másik (akkor a Porte de La Vilette-ig közlekedő) ága és a 7-es vonal között, az ágat leválasztották a 7-es vonalról, és 7bis vonalként üzemeltették. A vonalon 2010-től hat, egyenként három kocsiból álló MF 88 sorozatú vonat közlekedik

## Turizmus
A 7bis vonal Párizs központjának peremén található, ezért nem szolgál ki egyetlen híres műemléket sem. Áthalad azonban a Canal Saint-Martin és a Parc des Buttes-Chaumont, valamint a Quartier d'Amérique-n, amely részben villákból, kis kertekkel körülvett, magánutak mentén álló kis házakból áll.

## Galéria

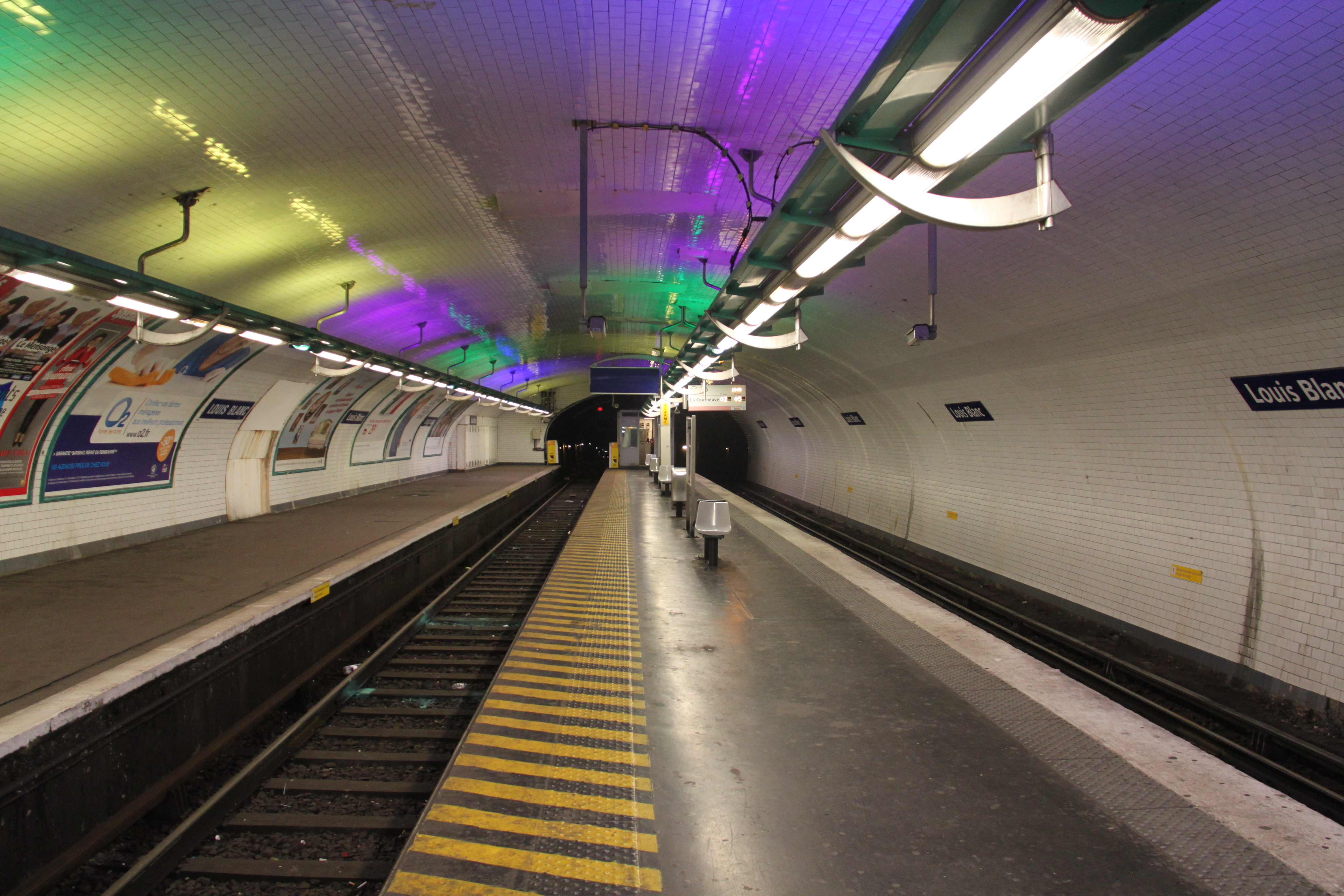
Louis Blanc metróállomás
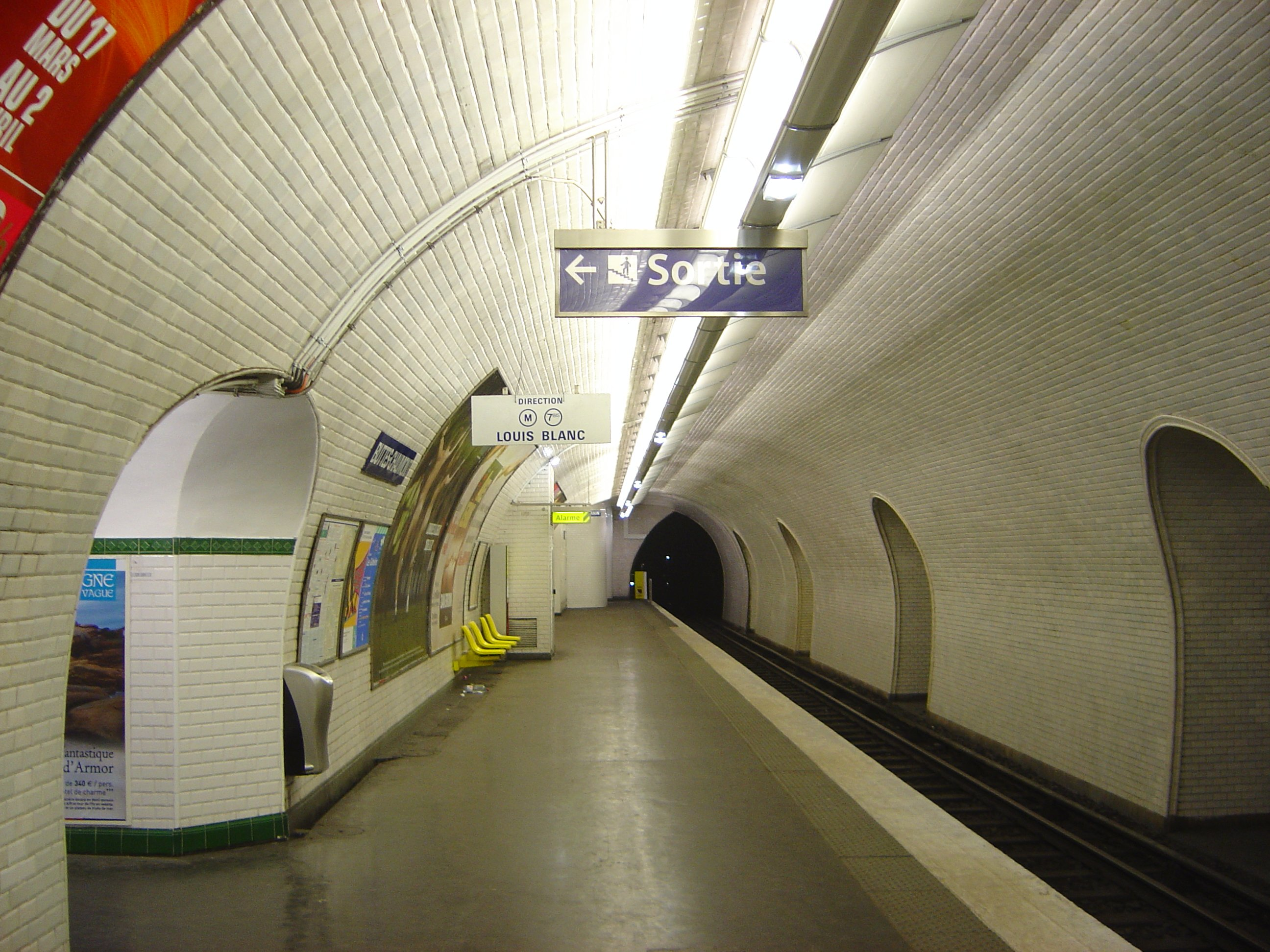
Louis Blanc metróállomás
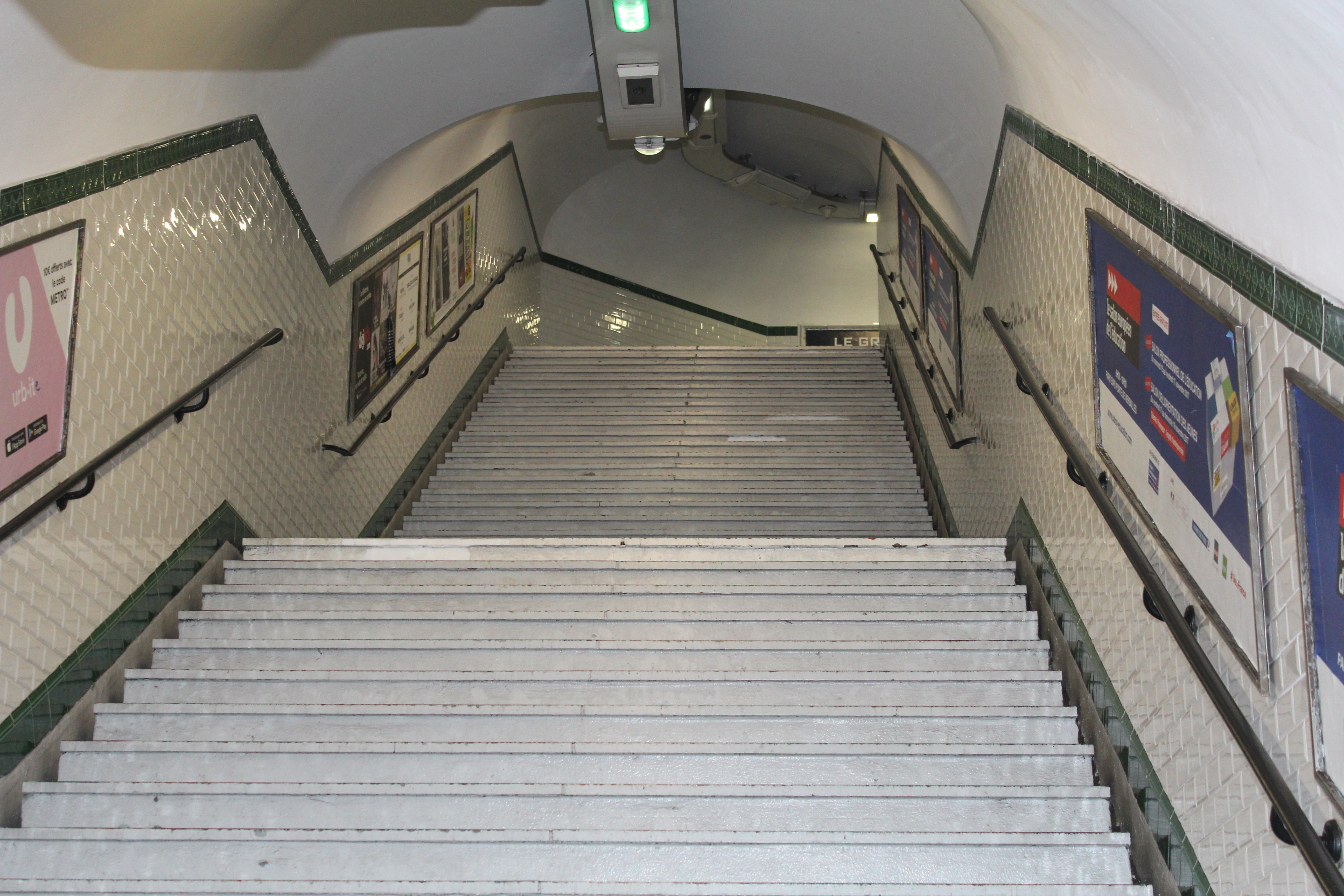
Buttes Chaumont metróállomás